# Giske
Giske è un comune norvegese della contea di Møre og Romsdal.

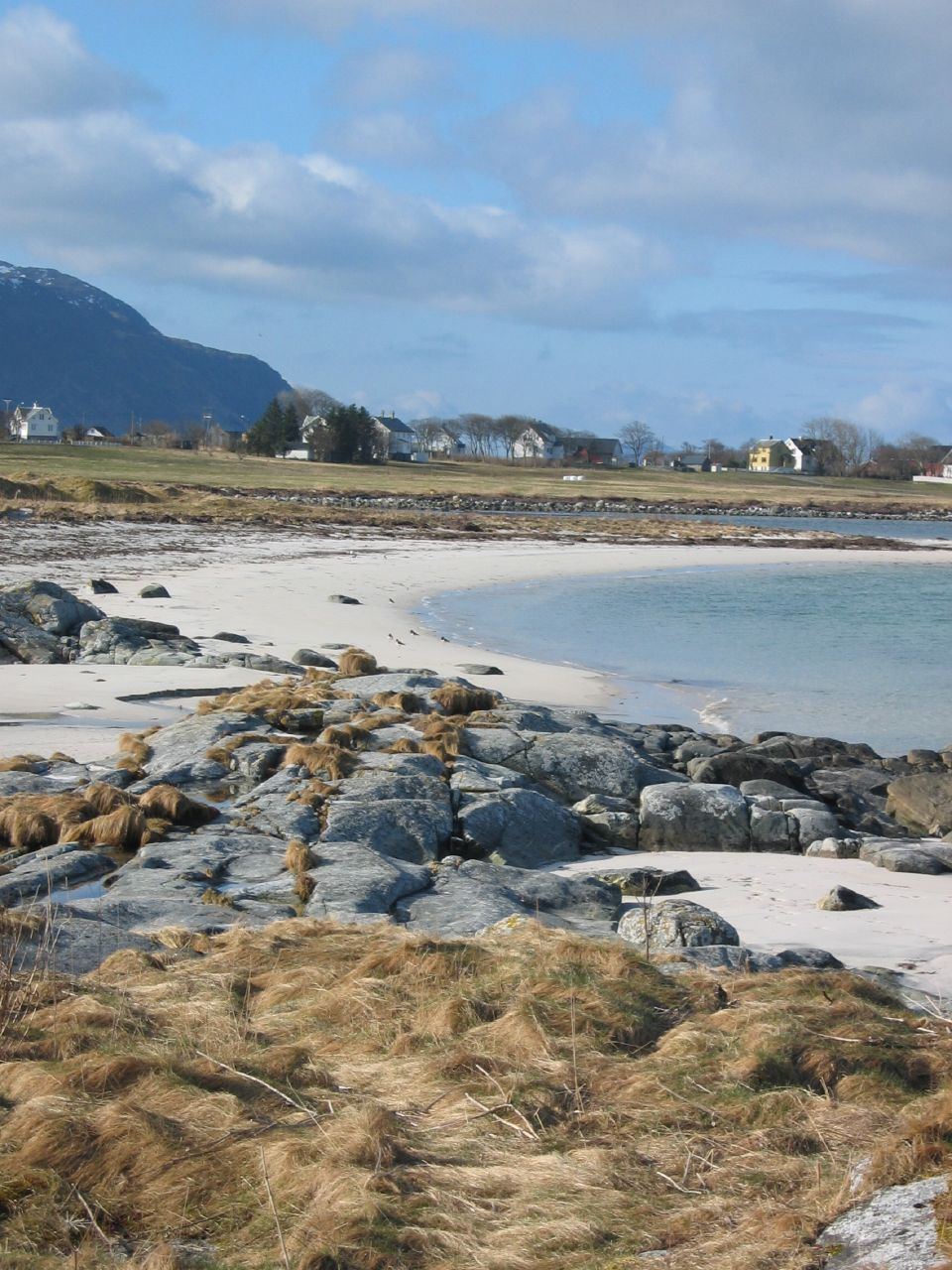
Spiaggia a Giske